# تالشیک
تالشیک (قزاقی: Талшық) یا تالشیق یک شهرک در استان قزاقستان شمالی و در کشور قزاقستان است.